# Ито Эн
Ito En, Ltd. (яп. 株式会社伊藤園 кабусики гайся ито: эн, TYO: 2593) — японская международная компания, занимающаяся производством, сбытом и продажей чая. Она является крупнейшей по сбыту зелёного чая компанией в Японии. Дочерние компании расквартированы в Японии, Индонезии, США и Австралии. Её продукты включают в себя листовой зелёный чай и чай в бутылках. На данный момент Ито-эн является четвёртым по объёму производителем безалкогольных напитков в Японии, после Кока-колы, Сантори и Кирин. Также компания производит напитки для частных брендов, принадлежащих японской компании Seven & I Holdings Co. В 2006 году компания приобрела японское подразделение Tully's Coffee.
Кроме Японии, компания сбывает свою продукцию в Юго-Восточной Азии, США, и на других рынках.
История Ито Эн началась с компании Japan Family Service Co., Ltd., основанной в 1964 году, с 1966 года — Frontier Tea Corporation.

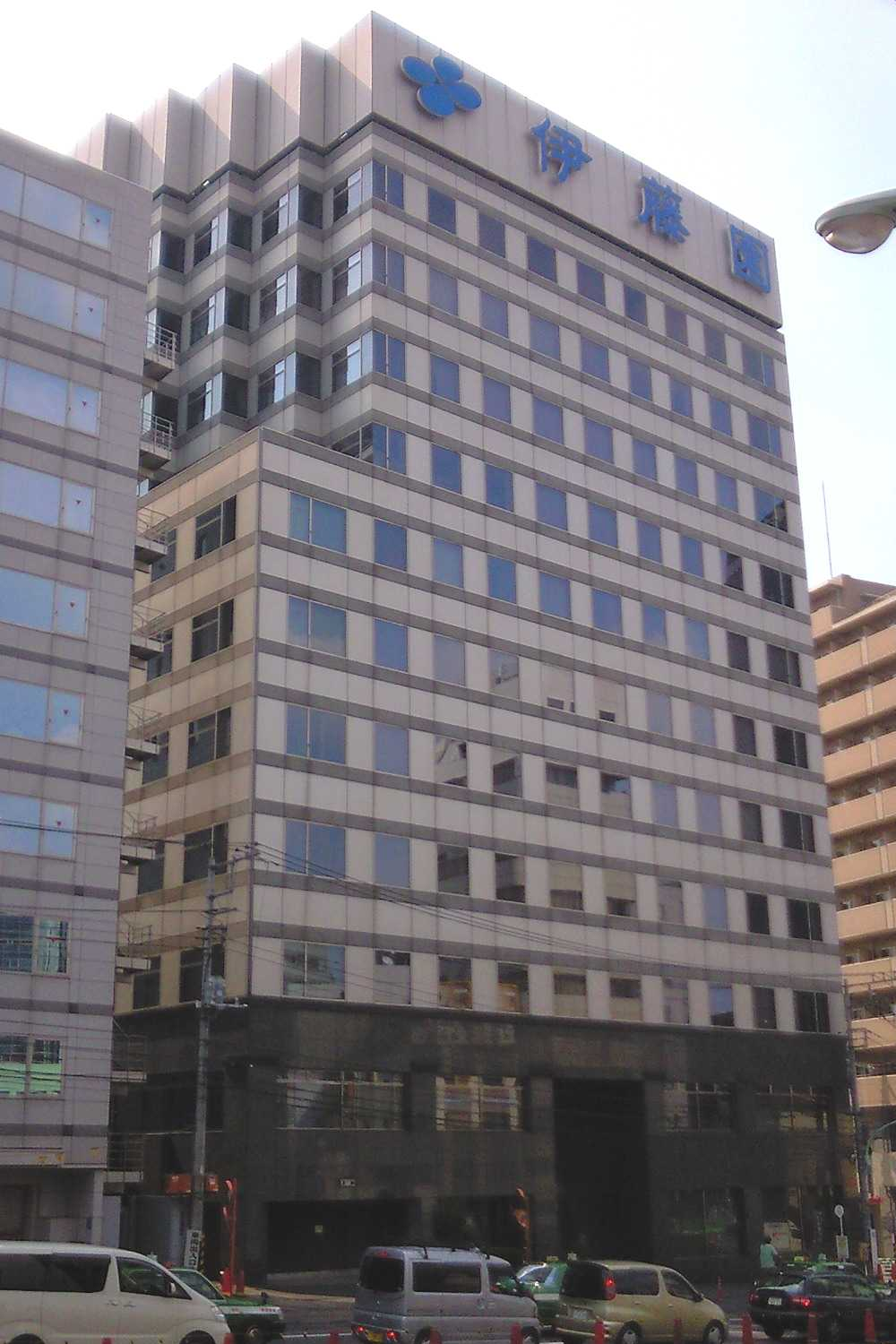
Главное управление

На 2007 год Ито-Эн является крупнейшей японской компанией, продающей чай в бутылках, и занимает треть местного рынка. В 2017 году рыночная стоимость компании составила 430 миллиардов йен.
Компания являлась первой, выпустившей на японский рынок чай в бутылках (в 1981 году).

## Ito En (Hawaii) LLC
В 1987 году компания Ito En (USA) Inc. приобрела Shimoko and Sons, Inc. (S&S), самого популярного на Гавайях производителя лапши саймин и тропических фруктовых напитков Aloha Maid. Линия продуктов S&S была продана Sun Noodle Hawaii LLC в 2006 году. В 2016 году компания Ito En (USA) Inc. была ликвидирована, и на её месте была создана новая компания Ito En (Hawaii) LLC. Ito En (Hawaii) LLC поставляет на рынок Гавайев японские чаи и напитки. Её отделение Ito En (North America) Inc. продает азиатские чаи и напитки на материк и на Гавайях.
Также компания продает на Гавайях негазированные напитки торговой марки Aloha Maid и является конкурентом местной компании Hawaiian Sun.